# ГАЕС Jinyun
ГАЕС Jinyun (缙云抽水蓄能电站) — гідроакумулювальна електростанція, що споруджується на сході Китаю у провінції Чжецзян. Резервуари станції розташовуватимуться на лівобережжі річки Haoxi, лівої притоки Daxi, котра, своєю чергою, є лівою твірною Oujiang (впадає до Східнокитайського моря біля міста Веньчжоу).
Верхній резервуар утримуватиме кам'яно-накидна гребля із бетонним облицюванням висотою 59 метрів. Водойма матиме об'єм 8,7 млн м3 (корисний об'єм 7,9 млн м3) та коливання рівня поверхні в операційному режимі між позначками 899 та 926 метрів НРМ.
Нижній резервуар утримуватиме так само кам'яно-накидна гребля із бетонним облицюванням висотою 93 метри. Це сховище матиме об'єм 8,2 млн м3 (корисний об'єм 7,8 млн м3) та коливання рівня поверхні в операційному режимі між позначками 298 та 325 метрів НРМ.
Резервуари з'єднуватимуть між собою та з машинним залом три тунельні траси довжиною по 3,5 км.
Основне обладнання станції становитимуть шість оборотних турбін потужністю по 300 МВт, які використовуватимуть напір у 589 метрів та матимуть проєктний виробіток 1,8 млрд кВт·год електроенергії на рік при споживанні 2,4 млрд кВт·год.
Будівництво станції, розраховане на 75 місяців (запуск першого гідроагрегату запланований через 58 місяців), почалось у 2017 році.